# Мікробна теорія хвороб
Мікробна теорія хвороб — це наразі прийнята теорія виникнення багатьох хвороб. Вона наголошує  на тому, що мікроорганізми, чи то «мікроби», можуть спричинювати певні хвороби. Дана теорія виникла між 1850 і 1920 роками в Європі та Північній Америці та замінила розповсюджену в той час теорію міазмів.

## Теорія міазмів
Теорія міазмів була домінантною теорією передачі хвороби до того, як наприкінці 19 століття закріпилася теорія мікробів. До цього вважали, що такі хвороби, як холера, хламідійна інфекція або чорна смерть, були спричинені міазмами — шкідливою формою «поганого повітря», що походить від гниючої органічної речовини. Міазма вважалася отруйною парою або туманом, наповненим частинками розкладеної речовини (міазмами), які можна було впізнати за неприємним запахом.
Мікробна теорія наголошувала на простих взаємодіях між мікроорганізмами та хазяїном, без врахування впливу навколишнього середовища, дієти, клімату, вентиляції тощо. Через це деякі прихильники гігієни та санітарії, зокрема Флоренс Найтінгейл і Рудольф Вірхов, не вірили, що прийняття теорії мікробів буде пов'язане з покращенням здоров'я населення.

## Критика мікробної теорії хвороб
Stewart у 1968 році опублікував роботу у Lancet, де зазначав обмеження мікробної теорії. Він зазначав, що дійсно, інфекція без мікроба було б настільки ж неможливою, як зачаття без сперми. Але як вагітність не може бути гарантована осіменінням, так і хвороба не гарантується контактом з «мікробом». Він зазначав, що різні мікроорганізми можуть мати різну інфекційність відповідно до рівняння Теобальда-Сміта та зі стандартним відношенням  дози-реакції, але лише коли залежні змінні, такі як вік, стать, генетична однорідність, інокулят, контакт, харчування та численні інші фактори жорстко стандартизовані.

## Історія виникнення мікробної теорії хвороб
Різноманітні мікробні теорії, іноді відомі як «анімакулярні» теорії, пропонувалися протягом сотень років до 1850 року. Анімакулярну теорію, опубліковану в 1658 році, можна знайти в Scrutinium Physico–Medicum Contagiosae Luis Атанасія Кірчера. У 19 столітті анімакулярну теорію асоціювали із застарілим минулим. Думка про крихітних невидимих тварин, які літають у повітрі та поширюють хвороби, здавалася фантастичною.
Спростування уявлень про спонтанне зародження — теорію про те, що живі організми можуть виникнути з неживої матерії — було важливим раннім початком мікробної теорії. Прихильники спонтанного зародження стверджували про неможливість дізнатися, чи є мікроорганізми, знайдені в цих матеріалах, причиною чи продуктом захворювання. Це і стало основною проблемою навколо ролі мікробів у захворюваннях і пізніше; знадобляться роки, щоб довести, що мікроби, виявлені в тілах хворих людей, були причиною їхньої хвороби, а не її результатом.
Фізіолог та хірург Джозеф Лістер, лікар та вчений Роберт Кох і хімік Луї Пастер є одними з найвидатніших персонажів в історії теорії мікробів.
Лістер відомий як винахідник антисептичних хірургічних методів, які допомогли різко знизити рівень смертності від інфекцій.
Роберт Кох вперше став відомий своїми лабораторними методами в 1870-х роках, і йому приписують доказ того, що специфічні мікроби викликають сибірську виразку, холеру та туберкульоз. Постулати Коха, які доводять як те, що конкретні мікроби викликають певні захворювання, так і те, що мікроби хвороби передають хворобу від одного тіла до іншого, є фундаментальними для теорії мікробів. В останні десятиліття 19 століття Кох остаточно встановив, що конкретний мікроб може викликати конкретне захворювання. Він зробив це шляхом експериментів із сибірською виразкою. За допомогою мікроскопа Кох досліджував кров корів, які загинули від сибірської виразки. Він спостерігав паличкоподібні бактерії та підозрював, що вони викликають сибірську виразку. Коли Кох заразив мишей кров'ю корів, уражених сибіркою, у мишей також розвинулася сибірка. Це змусило Коха перерахувати чотири критерії для визначення того, що певний мікроб викликає певне захворювання. Ці критерії відомі як постулати Коха і використовуються досі. Невід'ємною частиною цих критеріїв є постулат № 3: «Хвороба повинна бути відтворена, коли чиста культура інокулюється здоровому сприйнятливому хазяїну». Навіть сьогодні, з усіма досягненнями сучасної науки, було б неможливо довести, що конкретний мікроб відповідальний за хворобу, без використання лабораторних тварин.
Багатство вражальних — а часом і показових — досягнень Луї Пастера з 1860-х по 1880-ті роки включає спростування самозародження, доказ того, як тепло може вбивати мікроби («пастеризацію» вперше застосували у французькій виноробній промисловості), а також розробку перших лабораторних вакцин, більшості з яких славиться курячою холерою, сибірською виразкою та сказом.

## Наслідки виникнення мікробної теорії хвороб
Мікробна теорія вимагала нового усвідомлення громадськістю не лише мікробів як причин хвороб, але й шляхів, якими мікроби передаються від однієї людини до іншої. Інформованість щодо теорії мікробів була необхідним етапом, оскільки вона стосувалася домашньої гігієни, включаючи приготування їжі, особистої гігієни тощо.
У випадку туберкульозу, який раніше вважався незаразним, були потрібні елементарні зміни в повсякденній гігієні. Масове виробництво, масова комунікація та національна реклама розвивалися разом із теорією мікробів у той самий період, і інструменти зв'язків з громадськістю були залучені для інформування громадськості про заразність туберкульозу, а також для інформування людей про теорію мікробів загалом.
Мікробна теорія хвороб стала революцією в розумінні патогенезу хвороб, хоча не стала свого часу революцією в лікуванні чи профілактиці. Вакцинація була емпіричною процедурою, яка була розроблена майже 80 років тому. Хоча антитоксин від дифтерії був створений наприкінці 19 століття, а спеціальний препарат для лікування сифілісу, сальварсан, був розроблений Полом Ерліхом у 1909 році, антибіотики не будуть розроблені до 1940-х років.

## Сучасний стан мікробної теорії хвороб
Незважаючи на винайдення мікробної теорії та всупереч оптимістичним прогнозам, зробленим у середині 20-го століття, інфекційні захворювання не були викорінені. Навпаки, нові інфекційні агенти продовжують з'являтися у всьому світі. До них належать збудники, що з'являються стійкі до антибіотиків (наприклад, стійкий до метициліну Staphylococcus aureus і резистентні до карбапенему Enterobacteriaceae). Важко переоцінити ризик, пов'язаний із появою таких мультирезистентних патогенів. Уряд Сполученого Королівства назвав цю проблему «постантибіотичним апокаліпсисом», який загрожує вбити 10 мільйонів людей у всьому світі до 2050 року.
В даний час також викликає велику стурбованість швидке зростання алергії (особливо астми та харчової алергії) та інших хронічних запальних захворювань серед населення. Гігієнічна гіпотеза, запропонована Страчаном, припускає, що низька частота інфекцій у ранньому дитинстві (переважно в країнах першого світу) може пояснити швидке зростання алергічних захворювань у 20 столітті. Вважається, що гігієнічні та санітарні зміни, які супроводжували мікробну теорію позбавили людей впливу потенційно корисних мікробних агентів, особливо в ранньому віці.